# Jacobus van der Velden (geestelijke)
Jacobus Antonius (Koos) van der Velden (Rotterdam, 1925 - Utrecht, 1997) was een Nederlands missionaris én predikant.
Van der Velden studeerde onder meer filosofie en theologie aan het grootseminarie te Stein. In 1954 werd hij als missionaris uitgezonden naar Nederlands-Nieuw-Guinea. Over deze gebeurtenissen heeft hij het boek "Vreemd vliegt de Paradijsvogel" geschreven.
In deze tijd ontstond er een breuk tussen Van der Velden en de Rooms-Katholieke Kerk. Inmiddels was hij getrouwd met Catharina Gebse, een Papuameisje. Over deze verboden liefde is een documentaire gemaakt welke in 2008 werd uitgezonden door Andere Tijden.
Na deze breuk sloten Van der Velden en zijn vrouw zich aan bij de Gereformeerd Vrijgemaakte Kerk te Enschede-Noord, om opnieuw naar Nieuw-Guinea te worden uitgezonden. In 1974 keerde het gezin-Van der Velden terug. Ds. Van der Velden was achtereenvolgens predikant te Rouveen, Groningen-Noord, Hoogeveen en Utrecht-Noordwest. In 1995 ging hij met emeritaat.
Op 22 januari 1997 overleed Van der Velden aan een ernstige spierziekte.